# Quirihue
Quirihue è un comune del Cile centrale, nella Regione di Ñuble. È il capoluogo della Provincia di Itata.
La città è stata fondata nel 1749.